# Nothofagus nuda
Espèce
Synonymes
- Nothofagus nuda Steenis[2]
- Trisyngyne nuda (Steenis) Heenan & Smissen (préféré par BioLib)[2]

Statut de conservation UICN

 CR B1ab(iii) : 
En danger critique
Nothofagus nuda est une espèce de plantes de la famille des Nothofagaceae.

## Publication originale
- Fl. Males. 7(2): 285. 1972.